# Illyés Géza (történész)
Illyés Géza (Sóvárad, 1883. szeptember 4. – Dicsőszentmárton, 1950. május 28.) erdélyi magyar református lelkész és történész.

## Életpályája
A Marosvásárhelyi Református Kollégiumban érettségizett (1903), a Kolozsvári Protestáns Teológiai Intézetben folytatta tanulmányait, miközben a tudományegyetem bölcsészeti karán is hallgatott előadásokat s történelem–pedagógiai tárgykörből doktorátust szerzett. 1907-től haláláig Magyarkirályfalván volt lelkész. 1941 és 1944 között a Bethlen Gábor Kollégium akadémiai tagozatán történelmi tárgyakat adott elő.
A Küküllő-vidék levéltáraiban való kutatások után 1926-tól a Református Szemle hasábjain számos adatközléssel, közéleti férfiak jellemrajzával járult hozzá az erdélyi múlt alaposabb megismeréséhez. Az Ünnepnapok II. sorozatában külön is megjelent élet- és jellemrajzai: Bethlen János (Kolozsvár, 1929); Bethlen Miklós (Kolozsvár, 1930); Gróf Mikó Imre (Kolozsvár, 1931). Eredeti kutatásokon alapuló tanulmányokat tett közzé a Református Családban Lorántffy Zsuzsannáról (1931/10, 11, 12) és Petrőczy Kata Szidóniáról (1932/4). Az Útban Bonyhai Simon Györgyről (1934/8), gróf Listius László válóperéről (1936/4) és Apafi Mihály fejedelemről (1936/10).

## Tanulmányai
- Milyenek voltak a pásztorok és a rektorok a XVII. században (Nagyenyed 1942).
- Az erdélyi ref. zsinatok emlékeiről és végzéseiről szóló fő műve kéziratban a kolozsvári egyházkerületi levéltárban.